# ده سرشك (تشين)
ده سرشك (بالفارسية: ده سرشک) هي قرية تقع في إيران في قسم تشین الريفي. يقدر عدد سكانها بـ 99 نسمة بحسب إحصاء 2016.